# 2005 en Tunisie
Chronologie de la Tunisie
- 2001
- 2002
- 2003
- 2004
- 2005
- 2006
- 2007
- 2008
- 2009

Cet article présente les faits marquants de l'année 2005 en Tunisie ou relatifs à la Tunisie.

## Événements
- 27 mai : le président Zine el-Abidine Ben Ali annonce l'abrogation de la procédure du dépôt légal pour les organes de presse et les sanctions qui découlent de sa violation.
- 6 août : le vol Tuninter 1153 assurant un vol entre Bari (Italie) et Djerba, un ATR 72 de la société Tuninter (filiale de Tunisair) avec 39 personnes à bord, est contraint d'amerrir au large de Palerme ; l'accident fait seize morts et trois disparus.

Représentation de l'ATR 72 et de ses passagers (rouge = décès, vert = survivants).

- 18 octobre : Ahmed Néjib Chebbi, Hamma Hammami, Mokhtar Yahyaoui (en), Lotfi Hajji, Samir Dilou, Ayachi Hammami, Abderraouf Ayadi et Mohamed Nouri entament une grève de la faim qui dure 32 jours pour « réclamer la liberté d’organisation politique et associative, la liberté d’expression et une amnistie générale pour tous les prisonniers d’opinion. »[1].
- 16-18 novembre : la Tunisie accueille la deuxième phase du Sommet mondial sur la société de l'information organisé par l'Organisation des Nations unies.

## Sports

### Athlétisme
- Championnats panarabes d'athlétisme 2005
- Championnats de Tunisie d'athlétisme 2005

### Aviron
- Championnats d'Afrique d'aviron 2005

### Football
- Équipe de Tunisie de football en 2005
- Championnat de Tunisie de football 2004-2005
- Championnat de Tunisie de football 2005-2006
- Coupe de Tunisie de football 2004-2005
- Coupe de Tunisie de football 2005-2006

### Haltérophilie
- Championnats d'Afrique d'haltérophilie 2005

### Handball
- Championnat du monde masculin de handball 2005
- Championnat de Tunisie masculin de handball 2004-2005
- Championnat de Tunisie masculin de handball 2005-2006

### Volley-ball
- Équipe de Tunisie de volley-ball en 2005
- Championnat de Tunisie masculin de volley-ball 2004-2005
- Championnat de Tunisie masculin de volley-ball 2005-2006

## Culture
- Waltenberg, roman d'Hédi Kaddour publié le 22 août aux éditions Gallimard et ayant obtenu l'année suivante le prix Goncourt du premier roman.
- Éditions Elyzad, maison d'édition fondée à Tunis en 2005 par Élisabeth Daldoul.
- Bab'Aziz, le prince qui contemplait son âme, film co-produit par la Tunisie, l'Iran, la Suisse, la Hongrie, la France, l'Allemagne et le Royaume-Uni, est réalisé par Nacer Khémir et sort en 2005.
- Deadlines, film franco-britannico-tunisien réalisé par Ludi Boeken et Michael Alan Lerner (en) en 2004 et sorti sur les écrans en 2005.
- Le Prince, film franco-tunisien réalisé par Mohamed Zran et sorti en 2005.
- 23 avril : le Comar d'or est attribué à :
  - El Karnaval, ouvrage en langue arabe de Mohamed El Bardi ;
  - La Maison sur la colline, ouvrage en langue française de Hédi Zarrouk.

## Naissances en 2005
- Naissance en Tunisie en 2005

## Décès en 2005
- Décès en Tunisie en 2005